# كامار دي لوس رياس
كامار دي لوس رياس (بالإنجليزية: Kamar de los Reyes)‏، ممثل أمريكي من أصل لاتيني، وُلد في 8 نوفمبر سنة 1967.

## حياته الفنية
ولد كامار دي لوس رياس في سان خوان الأمريكية، وينحدر من أصل كوبي، وبدأ مشاركاته في عدة أفلام أمريكية، ومنها: فيلم ذا سيل، وفيلم أنطونيو فيجا، كما شارك في عدة مسلسلات تلفزيونية أمريكية، منها: مسلسل ذا واي شي موفز .

## الشهرة
hشتهر كامار بأدائه صوت راؤول في لعبة الفيديو كول أوف ديوتي: بلاك أوبس 2، وهو عسكري كوبي عاش خلال ثمانينيات القرن العشرين، وتحول بعدها لزعيم عصابة المرتزقة عام 2025.

## وصلات خارجية
- كامار دي لوس رياس على موقع IMDb (الإنجليزية)
- كامار دي لوس رياس على موقع ألو سيني (الفرنسية)
- كامار دي لوس رياس على موقع ميوزك برينز (الإنجليزية)
- كامار دي لوس رياس على موقع أول موفي (الإنجليزية)
- كامار دي لوس رياس على موقع قاعدة بيانات الأفلام السويدية (السويدية)
- كامار دي لوس رياس على موقع أول ميوزيك (الإنجليزية)
- كامار دي لوس رياس على موقع ديسكوغز (الإنجليزية)
- كامار دي لوس رياس على موقع قاعدة بيانات الفيلم (الإنجليزية)
- كامار دي لوس رياس على موقع كينوبويسك (الروسية)